# Новый (Динской район)
Новый — хутор в Динском районе Краснодарского края.
Входит в состав Старомышастовского сельского поселения.

## Население
| 2002 | 2010 |
| ---- | ---- |
| 42   | ↗52  |